# Архиепархия Атланты

Герб архиепархии Атланты

Архиепархия Атланты (лат. Archidioecesis Atlantensis) — архиепархия Римско-Католической церкви с центром в городе Атланта, США. Кафедральным собором архиепархии Атланты является Собор Христа Царя в городе Атланта. В архиепархию Атланты входят епархии Роли, Саванны, Чарлстона, Шарлотта.

## История
2 июля 1956 года Святой Престол учредил епархию Атланты, выделив её из упразднённой епархии Саванны-Атланты, которая была преобразована в епархию Саванны. 
10 февраля 1962 года епархия Атланты была возведена в ранг архиепархии.

## Ординарии архиепархии
- епископ Фрэнсис Эдвард Хайлэнд (17.07.1956 — 11.10.1961)
- архиепископ Пол Джон Холлинан[англ.] (19.02.1962 — 27.03.1968)
- архиепископ Томас Эндрю Доннеллан[англ.] (24.05.1968 — 15.10.1987)
- архиепископ Эжен Антонио Марино[англ.] (14.03.1988 — 10.07.1990)
- архиепископ Джеймс Паттерсон Лайк[англ.] (10.07.1990 — 27.12.1992)
- архиепископ Джон Фрэнсис Донохью[англ.] (22.06.1993 — 09.12.2004)
- архиепископ Уилтон Дэниэл Грегори (09.12.2004 — 04.04.2019)
- архиепископ Грегори Джон Хартмайер[англ.], O.F.M.Conv. (с 5 марта 2020)

## Источник
- Annuario Pontificio, Libreria Editrice Vaticana, Città del Vaticano, 2003, ISBN 88-209-7422-3.